# Голос. Діти (третій сезон)
Третій сезон шоу «Голос. Діти» — українське вокальне талант-шоу виробництва «1+1 Продакшн». Виходив на каналі «1+1» щонеділі о 21:00 від 2 жовтня 2016 до 4 грудня 2016.
З колишнього складу тренерів залишились Тіна Кароль та Потап,а до них приєднався Монатік.

## Наосліп
| Випуск  | Тренери та їхні учасники                                                   | Тренери та їхні учасники                                                                 | Тренери та їхні учасники                                                                  | Тренери та їхні учасники |
| Випуск  | Олексій Потапенко                                                          | Тіна Кароль                                                                              | Дмитро Монатик                                                                            |                          |
| ------- | -------------------------------------------------------------------------- | ---------------------------------------------------------------------------------------- | ----------------------------------------------------------------------------------------- | ------------------------ |
| 1       | Тетяна Олексієнко Кирило Черпіта Іван Ястребов                             | Оля Гарбузюк Анна Мктрчан Катріна-Паула Дірінга                                          | Андрій Бойко Ерік Мктрчан                                                                 |                          |
| 2       | Іванна Решко Денис Родін                                                   | Тріо «Smile» Олександр Подолян                                                           | Олександра Мироненко Влад Фенічко Валерія Лисенко Анна Воронова Дара Село Тімоті Саніков. |                          |
| 3       | Варвара Кошова Єва Аш Антон Мельник Ліза Валькова                          | Раффаеле Пападія Анастасія Тарнавська Поліна Писарцова Надія Довбуш                      | Дарина Квітчаста Аліна Сансізбай                                                          |                          |
| 4       | Вероніка Крижанівська Хелін Коньяр                                         | Михайло Кисельов Поліна Загній Марія Краснощок Еміллі Істрате Дарья Швець Еліна Іващенко | Маргарита Халіна Маргарита Хорошун                                                        |                          |
| 5       | Селін Іпкін Крістіна Галайко Аліса Чиджан Анфіса Хмелевська Ліза Костякіна | Ліліана Камоцька Наталія Берест Ліза Волощенко                                           | Анна Голодна Дарья Остапчук                                                               |                          |
| 6       | Назар Власюк Талі Купер                                                    | Ціла команда                                                                             | Ангеліна Гваджая Анна Лиса Каріна Аракелян Юлія Радчук                                    |                          |
| Загалом | 18                                                                         | 18                                                                                       | 18                                                                                        |                          |

## Вокальні бої
| Випуск | № | Учасники             | Учасники             | Учасники              | Учасники              | Учасники              | Учасники              | Пісня                                  | Тренер  |
| ------ | - | -------------------- | -------------------- | --------------------- | --------------------- | --------------------- | --------------------- | -------------------------------------- | ------- |
| 07     | 1 | Ліліана Камоцька     | Ліліана Камоцька     | Поліна Загній         | Поліна Загній         | Михайло Кисельов      | Михайло Кисельов      | Нас бьют - мы летаем(Алла Пугачова)    | Тіна    |
| 07     | 2 | Варвара Кошова       | Варвара Кошова       | Єва Аш                | Єва Аш                | Талі Купер            | Талі Купер            | Devochka(Ірина Білик)                  | Потап   |
| 07     | 3 | Ерік Мктрчан         | Ерік Мктрчан         | Ангеліна Гваджая      | Ангеліна Гваджая      | Маргарита Хорошун     | Маргарита Хорошун     | Heaven(Emeli Sande)                    | Monatik |
| 07     | 4 | Раффаеле Пападія     | Раффаеле Пападія     | Катріна-Паула Дірінга | Катріна-Паула Дірінга | Дарья Швець           | Дарья Швець           | Papaoutai(Stromae)                     | Тіна    |
| 07     | 5 | Христина Галайко     | Христина Галайко     | Іванна Решко          | Іванна Решко          | Селін Іпкін           | Селін Іпкін           | Небо - это Я(Софія Ротару)             | Потап   |
| 07     | 6 | Андрій Бойко         | Андрій Бойко         | Дарія Остапук         | Дарія Остапук         | Анна Воронова         | Анна Воронова         | Сдаться ты всегда успеешь(Тіна Кароль) | Monatik |
| 07     | 7 | тріо «Smile»         | тріо «Smile»         | Поліна Загной         | Поліна Загной         | Оля Гарбузюк          | Оля Гарбузюк          | Ми були на селі(Воплі Відоплясова)     | Тіна    |
| 07     | 8 | Анфіса Хмелевська    | Анфіса Хмелевська    | Кирило Черпіта        | Кирило Черпіта        | Ліза Костякіна        | Ліза Костякіна        | Белые лошади(Міка Ньютон)              | Потап   |
| 07     | 9 | Карина Аракелян      | Карина Аракелян      | Анна Голодная         | Анна Голодная         | Дара Село             | Дара Село             | Hollaback Girl(Gwen Stefani)           | Monatik |
| 08     | 1 | Денис Родін          | Денис Родін          | Хелін Коньяр          | Хелін Коньяр          | Назар Власюк          | Назар Власюк          | Белая зима(Софія Ротару)               | Потап   |
| 08     | 2 | Анна Мкртчан         | Анна Мкртчан         | Ліза Волощенко        | Ліза Волощенко        | Еліна Іващенко        | Еліна Іващенко        | Love on top(Beyonce)                   | Тіна    |
| 08     | 3 | Влад Фенічко         | Влад Фенічко         | Валерія Лисенко       | Валерія Лисенко       | Маргарита Халіна      | Маргарита Халіна      | Жить в твоей голове(Земфіра)           | Monatik |
| 08     | 4 | Марія Краснощок      | Марія Краснощок      | Емілі Істрате         | Емілі Істрате         | Олександр Подолян     | Олександр Подолян     | Аркан( Руслана)                        | Тіна    |
| 08     | 5 | Антон Мельник        | Антон Мельник        | Аліса Чиджан          | Аліса Чиджан          | Тетяна Олексієнко     | Тетяна Олексієнко     | О тебе(Євгенія Власова)                | Потап   |
| 08     | 6 | Анна Лисая           | Анна Лисая           | Юлія Радчук           | Юлія Радчук           | Дарина Квітчаста      | Дарина Квітчаста      | Am I Wrong(Nico & Vinz)                | Monatik |
| 08     | 7 | Надія Довбуш         | Надія Довбуш         | Анастасія Тарнавська  | Анастасія Тарнавська  | Наталя Берест         | Наталя Берест         | Дивна квітка(Тоня Матвієнко)           | Тіна    |
| 08     | 8 | Олександра Мироненко | Олександра Мироненко | Тімоті Саніков        | Тімоті Саніков        | Аліна Сансізбай       | Аліна Сансізбай       | Немовля(Андрій Запорожець)             | Monatik |
| 08     | 9 | Іван Ястребов        | Іван Ястребов        | Єлизавета Валькова    | Єлизавета Валькова    | Вероніка Крижанівська | Вероніка Крижанівська | Одна калина (Софія Ротару)             | Потап   |

## Пісня за життя
| Випуск | №                     | Учасники            | Пісня   | Тренер |
| ------ | --------------------- | ------------------- | ------- | ------ |
| 9      |                       |                     |         |        |
| 1      | Тетяна Олексієнко     | Show must go on     | Потап   |        |
| 2      | Іван Ястребов         | Арго                | Потап   |        |
| 3      | Кирило Черпіта        | Chandelier          | Потап   |        |
| 4      | Талі Купер            | Hava Nagila         | Потап   |        |
| 5      | Хелін Коньяр          | Maybe I, Maybe You  | Потап   |        |
| 6      | Іванна Решко          | Hello               | Потап   |        |
| 1      | Ерік Мктрчан          | Rise like a Phoenix | Monatik |        |
| 2      | Аліна Сансізбай       | Маменькин сынок     | Monatik |        |
| 3      | Андрій Бойко          | Georgia on My Mind  | Monatik |        |
| 4      | Юлія Радчук           | Masterpiece         | Monatik |        |
| 5      | Влад Фенічко          | Обійми              | Monatik |        |
| 6      | Карина Аракелян       | Can't Buy Me Love   | Monatik |        |
| 1      | Анастасія Тарнавська  | All By Myself       | Тіна    |        |
| 2      | Оля Гарбузюк          | Булочка з маком     | Тіна    |        |
| 3      | Катріна-Паула Дірінга | Куда уходит детство | Тіна    |        |
| 4      | Михайло Кисельов      | Can't Pretend       | Тіна    |        |
| 5      | Еліна Іващенко        | 1944                | Тіна    |        |
| 6      | Олександр Подолян     | Ніч яка місячна     | Тіна    |        |

## Фінал

### Фінал: перший етап
| Випуск | №                                            | Учасники                                     | Пісня                                        | Тренер |
| ------ | -------------------------------------------- | -------------------------------------------- | -------------------------------------------- | ------ |
| 10     |                                              |                                              |                                              |        |
| 1      | Фіналісти Голос Діти-3«Дитинство не втрачай» | Фіналісти Голос Діти-3«Дитинство не втрачай» | Фіналісти Голос Діти-3«Дитинство не втрачай» |        |
| 2      | Андрій Бойко                                 | Місто («ONUKA»)                              | Monatik                                      |        |
| 3      | Влад Фенічко                                 | Ocean Drive («Duke Dumont»)                  | Monatik                                      |        |
| 4      | Monatik,Влад та Андрій «Кружит»              | Monatik,Влад та Андрій «Кружит»              | Monatik,Влад та Андрій «Кружит»              |        |
| 5      | Іванна Решко                                 | А я пливу («Ірина Білик»)                    | Потап                                        |        |
| 6      | Тетяна Олексієнко                            | Ангел («Міка Ньютон»)                        | Потап                                        |        |
| 7      | Потап,Іванна, Тетяна «Бумдигибай»            | Потап,Іванна, Тетяна «Бумдигибай»            | Потап,Іванна, Тетяна «Бумдигибай»            |        |
| 8      | Еліна Іващенко                               | I Have Nothing («Whitney Houston»)           | Тіна                                         |        |
| 9      | Олександр Подолян                            | Nessun Dorma («Turandot»)                    | Тіна                                         |        |
| 10     | Тіна, Олександр, Еліна «Це ти, Україно»      | Тіна, Олександр, Еліна «Це ти, Україно»      | Тіна, Олександр, Еліна «Це ти, Україно»      |        |

### Фінал: другий етап
| Випуск | №              | Учасники                        | Пісня   | Тренер |
| ------ | -------------- | ------------------------------- | ------- | ------ |
| 10     |                |                                 |         |        |
| 1      | Іванна Решко   | Halo (Beyonce)                  | Потап   |        |
| 2      | Еліна Іващенко | Під облачком Христина Соловій   | Тіна    |        |
| 3      | Влад Фенічко   | Старі Фотографії Кузьма Скрябін | Monatik |        |